# Leucophenga sorii
Leucophenga sorii är en tvåvingeart som beskrevs av Kang, Lee och Bahng 1965. Leucophenga sorii ingår i släktet Leucophenga och familjen daggflugor. Inga underarter finns listade i Catalogue of Life.